# Mistrovství Evropy v atletice 1962

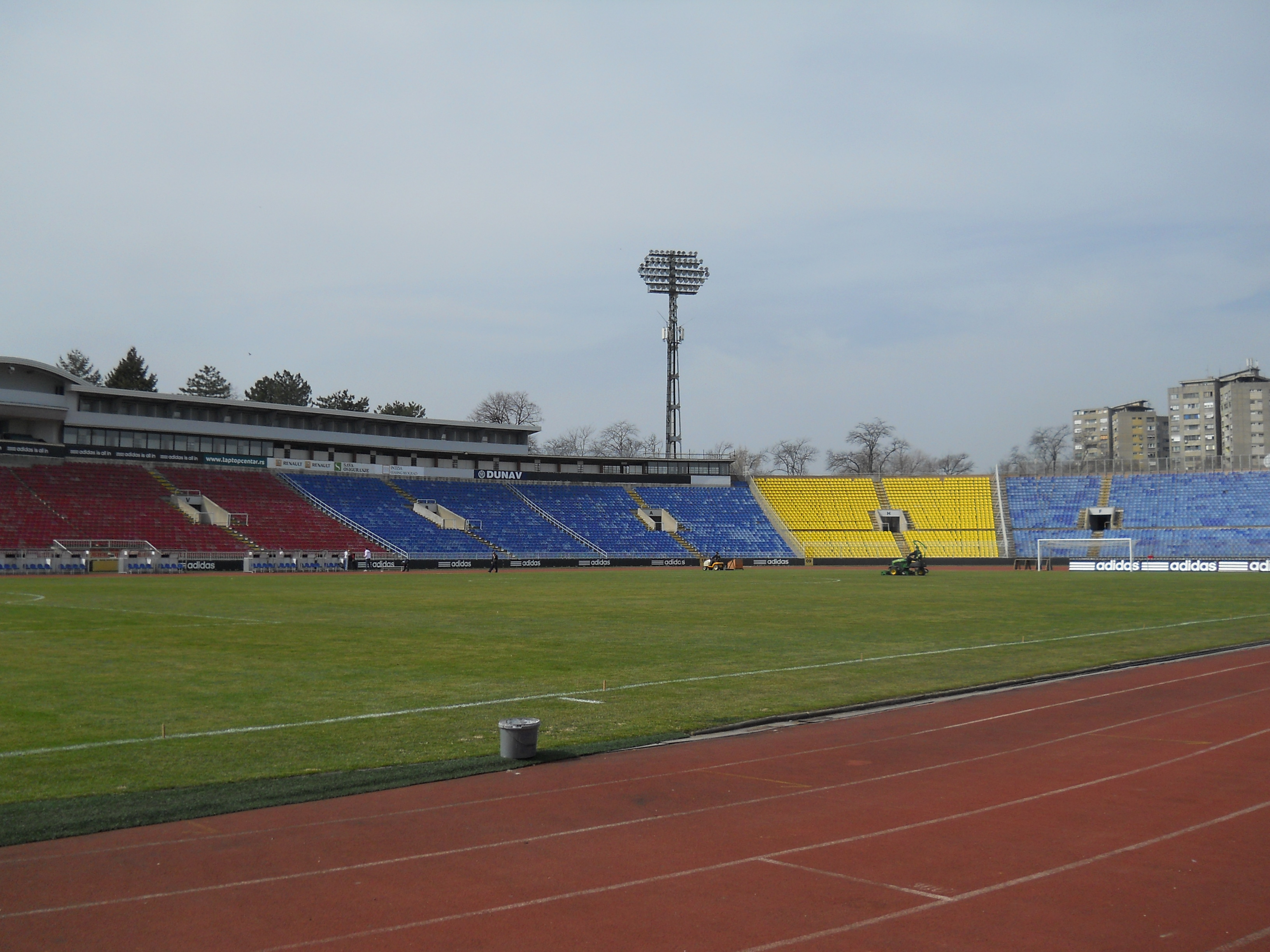
Stadion FK Partizan Bělehrad

7. mistrovství Evropy v atletice se uskutečnilo ve dnech 12. – 16. září 1962 v jugoslávském Bělehradu na stadionu Partizanu. Na programu bylo celkově 36 disciplín (24 mužských a 12 ženských).
Československá výprava vybojovala jednu stříbrnou (Rudolf Tomášek – tyč) a jednu bronzovou medaili (Tomáš Salinger – 1500 m). Dvojí zastoupení mělo Československo v maratonském běhu. Pavel Kantorek závod dokončil na 5. místě (2.26:54) a Václav Chudomel doběhl do cíle jako desátý (2.30:33). Koulař Jiří Skobla obsadil 6. místo.
Mezi ženami zaznamenala nejlepšího umístění diskařka Jiřina Němcová, která skončila na 5. místě.

## Medailisté

### Muži
| Soutěž            | Zlato                                                                                         | Stříbro                                                                                   | Bronz                                                                               |
| ----------------- | --------------------------------------------------------------------------------------------- | ----------------------------------------------------------------------------------------- | ----------------------------------------------------------------------------------- |
| 100 m             | Claude Piquemal 10,4                                                                          | Jocelyn Delecour 10,4                                                                     | Peter Gamper 10,4                                                                   |
| 200 m             | Owe Jonsson 20,7                                                                              | Marian Foik 20,8                                                                          | Sergio Ottolina 20,8                                                                |
| 400 m             | Robbie Brightwell 45,9                                                                        | Manfred Kinder 46,1                                                                       | Hans-Joachim Reske 46,4                                                             |
| 800 m             | Manfred Matuschewski 1:50,5                                                                   | Valerij Bulyšev 1:51,2                                                                    | Paul Schmidt 1:51,2                                                                 |
| 1500 m            | Michel Jazy 3:40,9                                                                            | Witold Baran 3:42,1                                                                       | Tomáš Salinger 3:42,2                                                               |
| 5000 m            | Bruce Tulloh 14:00,6                                                                          | Kazimierz Zimny 14:01,8                                                                   | Pjotr Bolotnikov 14:02,6                                                            |
| 10 000 m          | Pjotr Bolotnikov 28:54,0                                                                      | Friedrich Janke 29:01,6                                                                   | Roy Fowler 29:02,0                                                                  |
| Maraton           | Brian Kilby 2.23:18                                                                           | Aurèle Vandendriessche 2.24:02                                                            | Viktor Bajkov 2.24:19                                                               |
| 110 m překážek    | Anatolij Michajlov 13,8                                                                       | Giovanni Cornacchia 14,0                                                                  | Nikolaj Berezuckij 14,2                                                             |
| 400 m překážek    | Salvatore Morale 49,2                                                                         | Jörg Neumann 50,3                                                                         | Helmut Janz 50,5                                                                    |
| 3000 m překážek   | Gaston Roelants 8:32,6                                                                        | Zoltán Vámos 8:37,6                                                                       | Nikolaj Sokolov 8:40,6                                                              |
| Štafeta 4 × 100 m | Západní Německo 39,5 Klaus Ulonska Peter Gamper Hans-Joachim Bender Manfred Germar            | Polsko 39,5 Jerzy Juskowiak Andrzej Zieliński Zbigniew Syka Marian Foik                   | Spojené království 39,8 Alfred Meakin Ron Jones Berwyn Jones David Jones            |
| Štafeta 4 × 400 m | Západní Německo 3:05,8 Wilfried Kindermann Johannes Schmitt Hans-Joachim Reske Manfred Kinder | Spojené království 3:05,9 Barry Jackson Kenneth Wilcock Adrian Metcalfe Robbie Brightwell | Švýcarsko 3:07,0 Bruno Galliker Jean-Louis Descloux Marius Theiler Hans-Rüdi Bruder |
| Chůze na 20 km    | Ken Matthews 1.35:54,8                                                                        | Hans Reimann 1.36:14,2                                                                    | Vladimir Golubničij 1.36:37,6                                                       |
| Chůze na 50 km    | Abdon Pamich 4.18:56,6                                                                        | Grigorij Paničkin 4.24:35,6                                                               | Don Thompson 4.29:11,2                                                              |
| Skok do výšky     | Valerij Brumel 2,21 m                                                                         | Stig Pettersson 2,13 m                                                                    | Robert Šavlakadze 2,09 m                                                            |
| Skok o tyči       | Pentti Nikula 4,80 m                                                                          | Rudolf Tomášek 4,60 m                                                                     | Kauko Nyström 4,60 m                                                                |
| Skok daleký       | Igor Ter-Ovanesjan 8,19 m                                                                     | Rainer Stenius 7,85 m                                                                     | Pentti Eskola 7,85 m                                                                |
| Trojskok          | Józef Szmidt 16,55 m                                                                          | Vladimir Gorjajev 16,39 m                                                                 | Oleg Fedosejev 16,24 m                                                              |
| Vrh koulí         | Vilmos Varjú 19,02 m                                                                          | Viktor Lipsnis 18,38 m                                                                    | Alfred Sosgórnik 18,26 m                                                            |
| Hod diskem        | Vladimir Truseněv 55,11 m                                                                     | Cees Koch 55,96 m                                                                         | Lothar Milde 55,47 m                                                                |
| Hod kladivem      | Gyula Zsivótzky 69,64 m                                                                       | Alexej Baltovskij 66,93 m                                                                 | Jurij Bakarinov 66,57 m                                                             |
| Hod oštěpem       | Jānis Lūsis 82,04 m                                                                           | Viktor Cybulenko 77,92 m                                                                  | Władysław Nikiciuk 75,66 m                                                          |
| Desetiboj         | Vasilij Kuzněcov 8 026 bodů                                                                   | Werner von Moltke 8 022 bodů                                                              | Manfred Bock 7 835 bodů                                                             |

### Ženy
| Soutěž            | Zlato                                                                       | Stříbro                                                                                 | Bronz                                                                                         |
| ----------------- | --------------------------------------------------------------------------- | --------------------------------------------------------------------------------------- | --------------------------------------------------------------------------------------------- |
| 100 m             | Dorothy Hymanová 11,3                                                       | Jutta Heineová 11,3                                                                     | Teresa Ciepły 11,4                                                                            |
| 200 m             | Jutta Heineová 23,5                                                         | Dorothy Hymanová 23,7                                                                   | Barbara Sobotta 23,9                                                                          |
| 400 m             | Marija Itkinová 53,4                                                        | Joy Grievesonová 53,9                                                                   | Tilly van der Madeová 54,2                                                                    |
| 800 m             | Gerda Kraanová 2:02,8                                                       | Waltraud Kaufmannová 2:05,0                                                             | Olga Kazi 2:05,0                                                                              |
| 80 m překážek     | Teresa Ciepły 10,6                                                          | Karin Balzerová 10,6                                                                    | Maria Piątkowská 10,6                                                                         |
| Štafeta 4 × 100 m | Polsko 44,5 Teresa Ciepły Barbara Sobotta Elżbieta Szyroká Maria Piątkowská | Západní Německo 44,6 Erika Fischová Martha Pensbergerová Maren Collinová Jutta Heineová | Spojené království 44,9 Ann Elizabeth Packerová Dorothy Hymanová Daphne Ardenová Mary Randová |
| Skok do výšky     | Jolanda Balașová 1,83 m                                                     | Olga Gereová 1,76 m                                                                     | Linda Knowlesová 1,73 m                                                                       |
| Skok daleký       | Taťána Ščelkanovová 6,36 m                                                  | Elżbieta Krzesińská 6,22 m                                                              | Mary Randová 6,22 m                                                                           |
| Vrh koulí         | Tamara Pressová 18,55 m                                                     | Renate Garischová-Culmbergerová 17,17 m                                                 | Galina Zybinová 16,95 m                                                                       |
| Hod diskem        | Tamara Pressová 56,91 m                                                     | Doris Müllerová 53,60 m                                                                 | Jolán Kontseková 52,82 m                                                                      |
| Hod oštěpem       | Elvīra Ozoliņa 54,93 m                                                      | Maria Diaconescu 52,10 m                                                                | Alevtina Šastitková 51,80 m                                                                   |
| Pětiboj           | Galina Bystrovová 4 833 bodů                                                | Denise Guénardová 4 735 bodů                                                            | Helga Hoffmannová 4 676 bodů                                                                  |

## Medailové pořadí
| Umístění | Stát                             | Zlato | Stříbro | Bronz | Celkem |
| -------- | -------------------------------- | ----- | ------- | ----- | ------ |
| 1.       | Sovětský svaz                    | 13    | 6       | 10    | 29     |
| 2.       | Velká Británie                   | 5     | 3       | 6     | 14     |
| 3.       | Západní Německo                  | 3     | 5       | 6     | 14     |
| 4.       | Polsko                           | 3     | 5       | 5     | 13     |
| 5.       | Francie                          | 2     | 2       | 0     | 4      |
| 6.       | Itálie                           | 2     | 1       | 1     | 4      |
| 7.       | Maďarská lidová republika        | 2     | 0       | 2     | 4      |
| 8.       | NDR                              | 1     | 6       | 1     | 8      |
| 9.       | Rumunská socialistická republika | 1     | 2       | 0     | 3      |
| 10.      | Finsko                           | 1     | 1       | 2     | 4      |
| 11.      | Nizozemsko                       | 1     | 1       | 1     | 3      |
| 12.      | Belgie                           | 1     | 1       | 0     | 2      |
| 12.      | Švédsko                          | 1     | 1       | 0     | 2      |
| 14.      | Československo                   | 0     | 1       | 1     | 2      |
| 15.      | SFR Jugoslávie                   | 0     | 1       | 0     | 1      |
| 16.      | Švýcarsko                        | 0     | 0       | 1     | 1      |